# Idioma cabiyarí
El cabiyarí o caviyarí (también Cabiuarí, Cauyarí, Kauyarí, Cuyare, Kawillary, Kabiyari) es una lengua de la familia lingüística arawak, hablada en Colombia por algo menos de 300 personas.
Se habla a lo largo del río Cananarí, en el departamento colombiano de Vaupés, Amazonia noroccidental.

## Fonología
De acuerdo con el lingüista Henri Ramirez el sistema fonológico del cabiyarí está formado por:
- Consonantes: p, t̪, t, tʃ, k, ʔ ; h ; m, n ; ɾ ; w, j
- Vocales y acento: i, e, a, o, ʊ ; V́